# Poemi conviviali
I Poemi conviviali sono una raccolta di 16 poemetti di Giovanni Pascoli composti tra il 1895 e il 1905, pubblicata nel 1904 presso Nicola Zanichelli. Nella seconda e definitiva edizione del 1905, il poeta vi aggiunse un nuovo componimento, I gemelli, per un totale di 17 poemetti, di varia estensione, quasi completamente composti in endecasillabi, sciolti o talvolta terzinati.
La raccolta è dedicata "All'amico Adolfo De Bosis" ("Adolfo il tuo Convito non è terminato. [...] e a te, o Adolfo, re del convito, consacro questi poemi"). Il De Bosis era il direttore della rivista «Convito», su cui erano apparsi dapprima alcuni poemetti qui raccolti (donde l'attributo conviviali dato ad essi).
I poemetti sono preceduti da una prefazione (che si presenta come lettera al De Bosis datata Pisa, 30 giugno 1904), che si apre con il motto latino "Non omnis arbusta iuvant", ripresa in chiave antifrastica del verso tratto dalla IV Egloga delle Bucoliche di Virgilio. Lo stesso verso era stato utilizzato da Pascoli come esergo in Myricae con la variante "Arbusta iuvant humilesque myricae".
Nell’opera pascoliana è evidente una rievocazione della mitologia e dell’antichità sia greca che latina; tuttavia Pascoli, “rivoluzionario nella tradizione” (Contini), rende il mondo classico moderno aggiungendo  “un’inquietudine e un pathos nei quali si misura la distanza dalla classicità”.
Tra i Poemi conviviali si ricordano soprattutto L'ultimo viaggio diviso a sua volta in XXIV canti, che riprende le avventure di Ulisse (si configura come una riscrittura dell’Odissea), Il poeta degli iloti (ispirato dalla nota autobiografica scritta da Esiodo in Le opere e i giorni, v. 650) e La buona Novella, posta in conclusione alla raccolta, che si suddivide in 2 canti a loro volta frammentati e che racconta la vicenda di Gesù Cristo ispirandosi al Vangelo di Luca, II, 8-19.
Il critico Giuseppe Nava nell'edizione dei Poemi Conviviali apparsa per Einaudi, giudica l'opera «il capolavoro della poesia pascoliana e una delle più alte espressioni della cultura letteraria di fine Ottocento».

## Pascoli e l'antico
Come chiarito da Enrico Elli, i Poemi Conviviali di Giovanni Pascoli, pur non essendo ampiamente divulgati, ricevettero svariati apprezzamenti dal pubblico, noto e non: la prima pubblicazione del 1904 e la successiva e ultimata versione dell’anno seguente ricevono giudizi positivi tra molti letterati tra cui anche Gabriele D’Annunzio. L’arco temporale degli anni tra il 1895 e il 1905, tra cui ricade anche la composizione di quest’opera, è senza dubbio il periodo letterario maggiormente produttivo da parte del poeta, che realizza alcune edizioni di Myricae, tre edizioni dei Poemetti e i Canti di Castelvecchio. Più di uno studio sui Poemi Conviviali conferma come essi non siano un hapax, quanto piuttosto la punta di un iceberg: la poetica utilizzata risulta nuova, ma comunque comprensibile studiando le opere a questa antecedenti, ed è presente sia una riflessione che uno schema compositivo contrariamente a quanto si è creduto per svariato tempo. Nella nota alla prefazione dei Poemi Conviviali Pascoli cita un passo del suo Fanciullino: "se voi fate una vera poesia, ella sarà della stessa qualità che una vera poesia di quattromila anni sono". Tale passo è fondamentale per comprendere la visione pascoliana alla base dei Conviviali, secondo la quale la meraviglia e lo stupore, dei bambini ma anche degli scrittori, consentono di vedere il nuovo nell’antico, proiettandolo così in un’altra dimensione: "le cose lontane nel tempo sono le più poetiche".

## Ulisse in viaggio
I Poemi Conviviali risentono dell’influenza dei poemi Iliade e Odissea perché molte vicende svolte riprendono da essi personaggi e fatti. Ulisse, la figura omerica più ricorrente, viene osservato da diversi punti di vista e il suo comportamento è oggetto di vari studi da parte di letterati sulla sua indole controversa. Nel poemetto Sonno di Odisseo viene ripresa la vicenda della navigazione omerica per sviluppare il tema della felicità, mentre L’ultimo viaggio vede Ulisse come simbolo di disillusione e fallimento. La cetra di Achille ritrae Achille come “eroe del dolore” oltre ad appuntare alcuni spunti di metapoetica propri dell’autore e infine Antìclo descrive la vicenda dell’ultima fatale notte di Troia.

## Edizioni
- Poemi conviviali, Bologna, N. Zanichelli, 1904 (prima edizione).
- Poemi conviviali, Seconda edizione accresciuta e corretta, Bologna, N. Zanichelli, 1905.
- a cura di Angelo Sodini, Milano, Mondadori, 1934.
- introduzione e testo  a cura di E.Bonora, Alpignano,Stamperia A.Tallone ,pp.XXVIII-188, 1975
- a cura di Giuseppe Leonelli, Milano, A. Mondadori, 1980, ISBN 88-04-40918-5
- a cura di Giuseppe Nava, Torino, Einaudi, 2008, ISBN 978-88-06-18912-9
- a cura di Maria Belponer, prefazione di Pietro Gibellini, Milano, BUR, 2009, ISBN 978-88-17-03874-4